# The Co-operative Insurance
The Co-operative Insurance (formellement CIS General Insurance Limited)  est une société d'assurance britannique, basée à Manchester, filiale du Co-operative Group.

## Histoire
Elle a été fondée en 1867 à Manchester, ses locaux sont situés dans la CIS Tower (en), qui était, lors de son inauguration en 1962, le plus haut building d'Europe avec 118 mètres de haut.
Elle fonctionne selon le modèle des coopératives. Elle a une longue tradition de sponsoring dans le domaine du football, notamment la Coupe de la Ligue écossaise de football (de 1999 à 2011) et la Coupe de la Ligue d'Irlande du Nord de football (de 2001 à 2011).